# Сяковка
Сяковка — деревня в Починковском районе Смоленской области России. Входит в состав Стодолищенского сельского поселения. Население — 51 житель (2007 год). 
Расположена в центральной части области в 28 км к юго-востоку от Починка, в 1 км восточнее автодороги А141 Орёл — Витебск. В 3 км северо-западнее деревни расположена железнодорожная станция Стодолище на линии Смоленск — Рославль. 

## История
В годы Великой Отечественной войны деревня была оккупирована гитлеровскими войсками в июле 1941 года, освобождена в сентябре 1943 года.